# 野原隆司
野原隆司（のはら たかし）は、日本の撮影技術者。

## 人物
主にCM、PV、映画等の撮影を行なっている。

## 単発テレビドラマ
- あなたの知るかもしれない世界SP （2012年5月1日、フジテレビ）
- あなたの知るかもしれない世界3 （2012年8月10日、フジテレビ）
- あなたの知るかもしれない世界4（2012年12月4日、フジテレビ）

出典
| スタブアイコン | サブスタブ | この項目は、まだ閲覧者の調べものの参照としては役立たない、人物に関連した書きかけの項目です。この項目を加筆・訂正などしてくださる協力者を求めています（P:人物伝/PJ:人物伝）。 |